# Argyreia rubicunda
Argyreia rubicunda är en vindeväxtart som beskrevs av Jacques Denys Denis Choisy. Argyreia rubicunda ingår i släktet Argyreia och familjen vindeväxter. Inga underarter finns listade i Catalogue of Life.